# محمد علولو
محمد علولو هو طبيب وناشط مدني وسياسي تونسي ولد بقابس يوم 19 نوفمبر 1941، وشغل عدّة مناصب أبرزها وزير للشباب والرياضة.

## سيرته

### نشأته ودراسته
ولد محمد علولو بقابس يوم 19 نوفمبر 1941.
زاول تعليمه الابتدائي والثانوي في تونس، وقد نال شهادة الباكالوريا من معهد الذكور بصفاقس قبل أن ينتقل إلى فرنسا لإكمال دراسته بكلية الطب بجامعة ستراسبورغ.

### طبيب
بعد نيله لشهادته كطبيب مختص في أمراض القلب والشرايين، عاد إلى صفاقس ليفتح بها عيادته الخاصة في اختصاصه.
وقد شغل محمد علولو منصب نائب رئيس المجلس الوطني لعمادة الأطباء من سنة 2004 إلى سنة 2010.

### مسيرته الرياضية
شغل محمد علولو منصب رئيس النادي الرياضي الصفاقسي بين سنتي 1989 و1990.

### ناشط في المجتمع المدني
يعتبر محمد علولو من بين مناضلي الرابطة التونسية للدفاع عن حقوق الإنسان منذ السنوات الأولى لتأسيسها.

### مسيرته السياسية
شغل محمد علولو منصب نائب رئيس بلدية صفاقس، مكلّفا بالرّياضة بين سنتي 1975 و1980، ومكلّفا بالثّقافة من 1985 إلى 1990.
بعد الثورة التونسية سنة 2011، تمّ تعيينه في منصب وزير الشباب والرياضة في حكومة الوحدة الوطنية التي ألفها محمد الغنوشي، ثم حافظ على نفس المنصب في حكومة الباجي قائد السبسي إلى حدود يوم 1 جويلية 2011.
أعلن حزب نداء تونس انضمام محمد علولو إليه يوم 4 أكتوبر 2013.

## حياته الخاصة
محمد علولو متزوج وهو أب لأربعة أبناء.